# Mangifera
Mangifera este un gen de plante înfloritoare din familia Anacardiaceae. El conține aproximativ 69 de specii, cea mai cunoscută fiind Mango comun (Mangifera indica).

## Specii
- Mangifera acutigemma
- Mangifera altissima
- Mangifera andamanica
- Mangifera applanata
- Mangifera austro-indica
- Mangifera austro-yunnanensis
- Mangifera blommesteinii
- Mangifera bullata
- Mangifera caesia
- Mangifera camptosperma
- Mangifera campnospermoides
- Mangifera casturi
- Mangifera collina
- Mangifera decandra'
- Mangifera dewildei
- Mangifera dongnaiensis
- Mangifera flava
- Mangifera foetida
- Mangifera gedebe
- Mangifera gracilipes
- Mangifera griffithii
- Mangifera hiemalis
- Mangifera indica
- Mangifera kemanga
- Mangifera lalijiwa
- Mangifera laurina
- Mangifera longipes
- Mangifera macrocarpa
- Mangifera magnifica
- Mangifera mekongensis
- Mangifera minutifolia
- Mangifera monandra
- Mangifera nicobarica
- Mangifera odorata
- Mangifera orophila
- Mangifera pajang
- Mangifera paludosa
- Mangifera parvifolia
- Mangifera pedicellata
- Mangifera pentandra
- Mangifera persiciformis
- Mangifera quadrifida
- Mangifera rubropetala
- Mangifera rufocostata
- Mangifera siamensis
- Mangifera similis
- Mangifera sumbawaensis
- Mangifera superba
- Mangifera swintonioides
- Mangifera sylvatica
- Mangifera taipa
- Mangifera torquenda
- Mangifera transversalis
- Mangifera zeylanica[3]

### Foste specii incluse
- Bouea oppositifolia (Roxb.) Meisn. (ca M. oppositifolia Roxb.)
- Elaeodendron glaucum (Rottb.) Pers. (ca M. glauca Rottb.)
- Irvingia gabonensis (Aubry-Lecomte ex O'Rorke) Baill. (ca M. gabonensis Aubry-Lecomte ex O'Rorke)
- Spondias pinnata (J.Koenig ex L.f.) Kurz (ca M. pinnata J.Koenig ex L.f.)[3]